# Steraspis welwitschii
Steraspis welwitschii es una especie de escarabajo joya del género Steraspis, orden Coleoptera. Fue descrita por Saunders en 1872.

## Descripción
Mide 30-35 mm de longitud.

## Distribución
Se distribuye por Benín, Angola, República Centroafricana, Gabón, Camerún y República del Congo.